# Phineas & Ferb
Phineas & Ferb är en amerikansk animerad TV-serie som produceras av Disney Channel. Serien började sändas 2007 och har 129 avsnitt. Serien är skapad av Dan Povenmire och Jeff Marsh som tidigare jobbade med Family Guy, The Simpsons och Svampbob Fyrkant.
År 2011 fick serien en egen långfilm vid namn Phineas och Ferb - Filmen: Den 2:a dimensionen.
Den 13 januari 2023 meddelade Disney och en av seriens skapare, Dan Povenmire att 40 avsnitt till av serien skulle släppas någon gång inom en nära framtid.

## Handling
Serien handlar om styvbröderna Phineas Flynn och Ferb Fletcher som gör allt de kan för att göra något av sommarlovet, istället för att bara slå dank hemma som alla andra. Medan Phineas och Ferb skapar de mest fantastiska projekt som verkar till synes omöjliga, så försöker alltid deras storasyster Candace att avslöja deras projekt för sina föräldrar, dock utan att lyckas. Under tiden pågår oftast en kamp med familjens näbbdjur Perry som är en hemlig agent med i uppdrag att stoppa Dr. Heinz Doofenshmirtz ondskefulla planer som han tänker släppa lös i Danville och trestatsområdet.